# 身土不二
身土不二本是被引用作為佛教用語，指「身」与「土」兩者無法分開，其中「身」意指至今的行為的結果（正報），而「土」則意指身處的環境（依報）。後來，身土不二成為支持本土生產食品的一個口號，如日本食養運動意指「進食本地生產的應節食物和傳統食品有益身體。」，由日本大正時代的「食養會」提倡。後來韓國於1960年代也提出這個口號，是由韓國農協發起，鼓勵國民消費本國的農產品。

## 佛教用語的「身土不二」
意指「因果報應」，「人與世相互影響，世是映照人的鏡，同時人也是可以影響鏡中映像的存在。」
南宋僧人智圓的《維摩經略疏垂裕記》記載：「二法身下顯身土不二 由依正不二故便現身即表國土 離身無土者荊溪云 此是法身身土不二之明文也」以及唐代僧人妙樂大師湛然的《維摩疏記》”、唐代天台僧人道暹《法華經文句輔正記》、日本鎌倉時代的僧人日蓮的《三世諸佛總勘文教相廢立》、無住道曉的《雜談集》、親鸞的《教行信証》都有記載過這個用語。
我们看似真有，乃是用“分别心”看，真相是‘当体即空’。
解经的人曾举例：比如看电影，底片是一张一张的，放映时速度太快，我们只看到连续相，一秒钟开关二十四次，我们肉眼如何有这样的能力去辨别。
世间多少事物是这样让我们无从察觉它是假或是空。

## 飲食運動中的「身土不二」
1907年，「食養會」會長、日本陸軍藥劑監石塚左玄提出「以基本食物來養生」（玄米菜食を基本とした食養），並開展活動。當時的日本國內曾有人認為「白麵包可導致亡國」（食パン亡國論）。石塚左玄認為，人應當多進食身處的土地生產的和應節的食物。
1912年，食養会理事陸軍騎兵大佐西端学也提倡這個觀點。他簡化了石塚的理論，提出「進食當地生產的食品會使得身體健康，進食外來食品則會令身體變差。」西端學從京都僧侶中得知佛學中有「身土不二」這個詞。此後，西端就以「身土不二」作為口號來推廣他的理論，並作為食養会独自的大原則來推廣。
進入昭和時代後，「吃本地生產的食品會使身體變好，這是基於佛教的日本傳統」這種說法，在有機農業、自然食品生產業、生協運動、一部分農業團體、替代醫療業等領域中漸漸傳播開來。
1989年，韓國農業協作中央會從日本有機農業的文獻中得知「身土不二」這個詞，並從此以此詞作為國產品愛好運動的口號，成為一大熱潮。但當時由於韓國人的誤讀，這個詞語被誤認為是「出源於中國的佛典，而且是中國古代的傳統」。1990年代中，日本傳媒介紹韓國人這種文化的時候不清楚這個詞語的來源，為以後的「中國起源說」和「韓國起源說」創造了契機。

### 支持者的依據
應節食物營養價值比反季節食品營養價值要高，而新鮮的食物則會味道更加好。經過長途運輸的食品價格會更高，不夠新鮮（營養價值可能會遭受損失），也有可能被偽裝成其他產地。

## 參见
- 国货